# Мікрогеофагус
Мікрогеофагус — є неотропічним родом цихлових. Рід Мікрогеофагус включає тільки два види:
- Цихліда-метелик Раміреза (М. ramirezi);
- Болівійський метелик (М. altispinosus).

Обидва види відкладають ікру на плоских каменях або листі, а не в печерах, як риби з тісно пов'язаного роду цихлід Апістограма.
Риби з цього роду, іноді записані як Papiliochromis або Microgeophagus хоча ці назви повинні розглядатися як молодші синоніми. (Kullander, 2003)